# Trojmezí (Dyjský trojúhelník)
Trojmezí (německy Dreiländereck, slovensky Trojmedzie) na česko-rakousko-slovenské hranici se nachází na soutoku řek Moravy a Dyje v jižní části Dyjského trojúhelníka; Morava zde tvoří česko-slovenskou a rakousko-slovenskou státní hranici, Dyje hranici česko-rakouskou. Soutok je zároveň nejjižnějším bodem Moravy. Leží v katastrálním území města Lanžhot.
Historický hraniční kámen markrabství moravského umístěný severozápadně od soutoku pochází z roku 1755.